# Kebataola
Kebataola (stilizirano ¡Kebataola!) je vokalni ansambel, ustanovljen leta 2004. Njegova umetniška vodja je Karmina Šilec.
Poustvarja srednjeveško, etnično in sodobno glasbo. Pri svojih nastopih črpa navdih iz gledališča in video umetnosti. Nastopil je na slavnostni akademiji ob 50. obletnice Teološke fakultete v Mariboru leta 2018.

### Člani
Leta 2018 so bili njegovi člani Tine Bec, Neža Vasle, Anja Šinigoj in Jaka Mihelač.

## Nagrade in priznanja
- 12. Teaterfest v Sarajevu, 2009: nagrada za najbolj eksperimentalno predstavo[5]

## Predstave
- Kdo bi si mislil, da sneg pada. glasbena inštalacija Jovane Popić (2012) - eden od nastopajočih[6]